# Otto Invenius
Otto Invenius (* 9. Dezember 2000 in Leppävirta, Landschaft Savo) ist ein finnischer Biathlet. Er gehört seit 2022 zur finnischen A-Nationalmannschaft und war vor allem in Juniorenbereich erfolgreich.

## Sportliche Laufbahn
Otto Invenius nahm 2017 und 2018 an seinen ersten Jugendweltmeisterschaften teil und klassierte sich im Mittelfeld. Seine erste internationale Medaille gewann er beim Olympischen Jugendfestival 2017 im türkischen Erzurum, wo er mit Jenni und Maija Keränen sowie Santtu Panttila Bronze in der Mixedstaffel ergatterte. Zu Beginn der Saison 2018/19 gab der Finne in Idre im Alter von 17 Jahren sein Debüt im IBU-Cup der Senioren und lief in seinem zweiten Sprintrennen trotz eines Schießfehlers sofort auf den 10. Rang. Im Sprint der Jugend-WM 2019 gewann er hinter den Slowenen Alex Cisar und Lovro Planko die Bronzemedaille, auch die weiteren Bewerbe schloss er unter den besten Zehn ab. In den Wintern 2019/20 und 2020/21 bestritt Invenius nicht besonders viele Rennen, nahm aber 2020 an seinen ersten Europameisterschaften teil. Sehr erfolgreich verlief die Saison 2021/22, nach dem Jahreswechsel gewann er bei Junioren-EM und -WM drei Silbermedaillen und musste sich jeweils Jonáš Mareček, Paul Fontaine und Martin Nevland geschlagen geben. Daraufhin bekam der Finne beim Saisonfinale in Oslo seinen ersten Weltcupeinsatz und erreichte das Verfolgungsrennen, welches er als 48. abschloss.
Zum Winter 2022/23 wurde Invenius in die Nationalmannschaft aufgenommen, bestritt die Saison größtenteils aber im IBU-Cup, wo er drei Ergebnisse unter den besten 20 einfuhr. Beim Weltcupwochenende von Ruhpolding ersetzte er den erkrankten Tero Seppälä und wurde 75. im Einzelrennen. Das Staffelrennen übernahm er als Schlussläufer nach Tuomas Harjula, Olli Hiidensalo und Jaakko Ranta an vierter Stelle, schoss aber im Liegendanschlag eine Strafrunde und lief auf Rang 8 ins Ziel. Im letzten Trimester startete er im Weltcup und überzeugte in Nové Město mit Rang 23 im Sprint, obwohl er zwei Fehler schoss. Noch erfolgreicher verliefen die Wettkämpfe in Oslo am Saisonende, Invenius wurde 12. des Sprints und 22. der Verfolgung, womit er sich für seinen ersten Massenstart qualifizierte, den er als 27. abschloss. Noch erfolgreicher schnitt der Finne in der Weltcupsaison 2023/24 ab, wobei er erst nach dem Jahreswechsel seine Erfolge feierte. In Antholz erzielte Invenius den elften Rang im Einzelwettkampf und qualifizierte sich somit für einen weiteren Massenstart. Diesen beendete er trotz zweier Schießfehler auf Platz 10, womit er sein persönlich bestes Weltcupresultat aufstellte. In der reinen Laufzeit des Wettkampfes ließ er zudem unter anderem Quentin Fillon Maillet und Sebastian Samuelsson hinter sich. Der Höhepunkt seines Winters erfolgte aber in Oslo, als Invenius gemeinsam mit Suvi Minkkinen die Single-Mixed-Staffel auf dem dritten Rang abschloss und damit sein erstes Podest auf Erwachsenenebene realisierte. Die Saison schloss er als 34. der Weltrangliste ab und war damit erstmals bester Finne.
Die Saison 2024/25 verlief zum Großteil nicht so erfolgreich wie die vorherige, jedoch lief er in Ruhpolding überraschend mit fehlerfreier Schießleistung im Einzel auf den siebten Platz. Auch in Antholz kam mit Rang 19 im Sprint ein gutes Ergebnis zustande. Das beste Resultat mit der Männerstaffel war Platz fünf beim saisoneröffnenden Wettkampf in Kontiolahti, an den Weltmeisterschaften konnte der Finne krankheitsbedingt nicht teilnehmen.

## Persönliches
Invenius ist der jüngere Bruder von Tuuka Invenius, der in derselben Sportart aktiv war. Als Kind übte er erst Sportarten wie Leichtathletik und Skispringen aus, bevor er mit neun Jahren seine heutige Disziplin entdeckte. Heute betreibt er neben dem Biathlonsport hobbymäßig Fußball.

## Statistiken

### Weltcupplatzierungen
Die Tabelle zeigt alle Platzierungen (je nach Austragungsjahr einschließlich Olympische Spiele und Weltmeisterschaften).
- 1.–3. Platz: Anzahl der Podiumsplatzierungen
- Top 10: Anzahl der Platzierungen unter den ersten zehn (einschließlich Podium)
- Punkteränge: Anzahl der Platzierungen innerhalb der Punkteränge (einschließlich Podium und Top 10)
- Starts: Anzahl gelaufener Rennen in der jeweiligen Disziplin
- Staffel: inklusive Mixed- und Single-Mixed-Staffeln

| Platzierung               | Einzel | Sprint | Verfolgung | Massenstart | Staffel | Gesamt |
| ------------------------- | ------ | ------ | ---------- | ----------- | ------- | ------ |
| 1. Platz                  |        |        |            |             |         |        |
| 2. Platz                  |        |        |            |             |         |        |
| 3. Platz                  |        |        |            |             | 1       | 1      |
| Top 10                    | 1      |        |            | 1           | 10      | 12     |
| Punkteränge               | 2      | 9      | 5          | 3           | 17      | 36     |
| Starts                    | 8      | 17     | 10         | 3           | 17      | 55     |
| Stand: Saisonende 2024/25 |        |        |            |             |         |        |

### Weltcupwertungen
Ergebnisse bei Weltcups (Disziplinen- und Gesamtweltcup) gemäß Punktesystem.
| Saison  | Einzel | Einzel | Sprint | Sprint | Verfolgung | Verfolgung | Massenstart | Massenstart | Gesamt | Gesamt |
| Saison  | Platz  | Punkte | Platz  | Punkte | Platz      | Punkte     | Platz       | Punkte      | Platz  | Punkte |
| ------- | ------ | ------ | ------ | ------ | ---------- | ---------- | ----------- | ----------- | ------ | ------ |
| 2022/23 | –      | –      | 38.    | 47     | 55.        | 19         | 42.         | 8           | 47.    | 74     |
| 2023/24 | 32.    | 30     | 38.    | 54     | 35.        | 46         | 30.         | 31          | 34.    | 161    |
| 2024/25 | 28.    | 41     | 47.    | 31     | –          | –          | 40.         | 18          | 48.    | 90     |

### Biathlon-Weltmeisterschaften
Ergebnisse bei den Weltmeisterschaften:
| Weltmeisterschaften | Weltmeisterschaften | Einzelwettbewerbe | Einzelwettbewerbe | Einzelwettbewerbe | Einzelwettbewerbe | Staffelwettbewerbe | Staffelwettbewerbe | Staffelwettbewerbe |
| Jahr                | Ort                 | Einzel            | Sprint            | Verfolgung        | Massenstart       | Herrenstaffel      | Mixedstaffel       | S.-M.-Staffel      |
| ------------------- | ------------------- | ----------------- | ----------------- | ----------------- | ----------------- | ------------------ | ------------------ | ------------------ |
| 2024                | Nové Město          | 48.               | 54.               | 34.               | –                 | 8.                 | 20.                | 12.                |

### Jugend-/Juniorenweltmeisterschaften
Invenius nahm bis 2019 an den Jugend-, ab 2021 an den Juniorenwettkämpfen teil.
| Weltmeisterschaften | Weltmeisterschaften | Einzelwettbewerbe | Einzelwettbewerbe | Einzelwettbewerbe | Herrenstaffel |
| Jahr                | Ort                 | Einzel            | Sprint            | Verfolgung        | Herrenstaffel |
| ------------------- | ------------------- | ----------------- | ----------------- | ----------------- | ------------- |
| 2017                | Osrblie             | 55.               | 54.               | 41.               | 6.            |
| 2018                | Otepää              | 42.               | 21                | 12.               | 6.            |
| 2019                | Osrblie             | 10.               | 3.                | 7.                | 7.            |
| 2021                | Obertilliach        | 73.               | 36                | 53.               | 17.           |
| 2022                | Soldier Hollow      | 5.                | 2.                | 15.               | 9.            |